# Rawreth
Rawreth is een civil parish in het bestuurlijke gebied Rochford, in het Engelse graafschap Essex.